# Mbulumbulu
Mbulumbulu è una circoscrizione rurale (rural ward) della Tanzania situata nel distretto di Karatu, regione di Arusha. Conta una popolazione di 21 764 abitanti (censimento 2012).